# رستم أسيلداروف
رستم أسيلداروف (9 مارس 1981 - 3 ديسمبر 2016)، المعروف أيضًا باسم الأمير أبو محمد قادري، كان زعيم فرع الدولة الإسلامية في العراق والشام في شمال القوقاز، كما كان زعيم ولاية داغستان في إمارة القوقاز الإسلامية.

## سيرته
نشأ في منطقة كادار في جمهورية داغستان، وفي أواخر التسعينات أصبحت المنطقة مركز للسلفية الجهادية وباتت مستقلة فعليُا وغير خاضعة للقوات الحكومية، ثم عادت تحت السيطرة الروسية بعد غزو داغستان في سبتمبر 1999.
أصبح زعيم أحد قطاعات ولاية داغستان في مايو 2010، وفي 8 أغسطس 2012، عينه زعيم إمارة القوقاز دوكو عمروف واليًا عامًا على ولاية داغستان بعد وفاة إبراهيم خليل داودوف. في ديسمبر 2014، ظهر رستم في مقطع فيديو يعلن بيعته لأبي بكر البغدادي زعيم تنظيم الدولة الإسلامية ويتراجع عن بيعته لعلي أبو محمد الداغستاني خليفة عمروف، وبعد أيام أدان الداغستاني بيعة رستم، وقال أنه يعين سعيد خاراكانسكي واليًا على ولاية داغستان بدلا عن رسم. وفي بيان صوتي صدر في 23 يونيو 2015، أعلن المتحدث الرسمي أبو محمد العدناني قبول البيعة من رسم ومجموعته في شمال القوقاز، وأعلن إنشاء ولاية جديدة وهي ولاية القوقاز.
وفي 29 سبتمبر 2015، أضافت وزارة الخارجية الأمريكية رستم إلى قائمة الإرهاب. وفي 3 ديسمبر 2016، أعلنت السلطات الروسية أنها قتلت رستم وأربعة آخرين في غارة بالقرب من ماخاتشكالا في داغستان.